# Hochstahl
Hochstahl ist ein Gemeindeteil von Aufseß im Landkreis Bayreuth (Oberfranken, Bayern). Die Gemarkung Hochstahl liegt teils auf dem Gemeindegebiet von Aufseß, teils auf dem Gemeindegebiet von Hollfeld. Sie hat eine Fläche von 8,808 km². Sie ist in 849 Flurstücke aufgeteilt, die eine durchschnittliche Flurstücksfläche von 10374,03 m² haben. In ihr liegt neben dem namensgebenden Ort der Gemeindeteil Tiefenlesau.

## Geografie
Das Pfarrdorf Hochstahl befindet sich etwa drei Kilometer östlich von Aufseß auf einer Höhe von 439 Metern.

## Geschichte
Durch die Verwaltungsreformen zu Beginn des 19. Jahrhunderts im Königreich Bayern wurde der Ort eine Ruralgemeinde, zu der Dörnhof, Kobelsberg, Tiefenlesau und Zochenreuth gehörten. Mit der kommunalen Gebietsreform in Bayern wurde die Gemeinde Hochstahl nahezu vollständig nach Aufseß eingemeindet, lediglich das etwa zwei Kilometer nördlich von Hochstahl gelegene Dorf Tiefenlesau wurde in die Stadt Hollfeld umgemeindet.

## Baudenkmäler

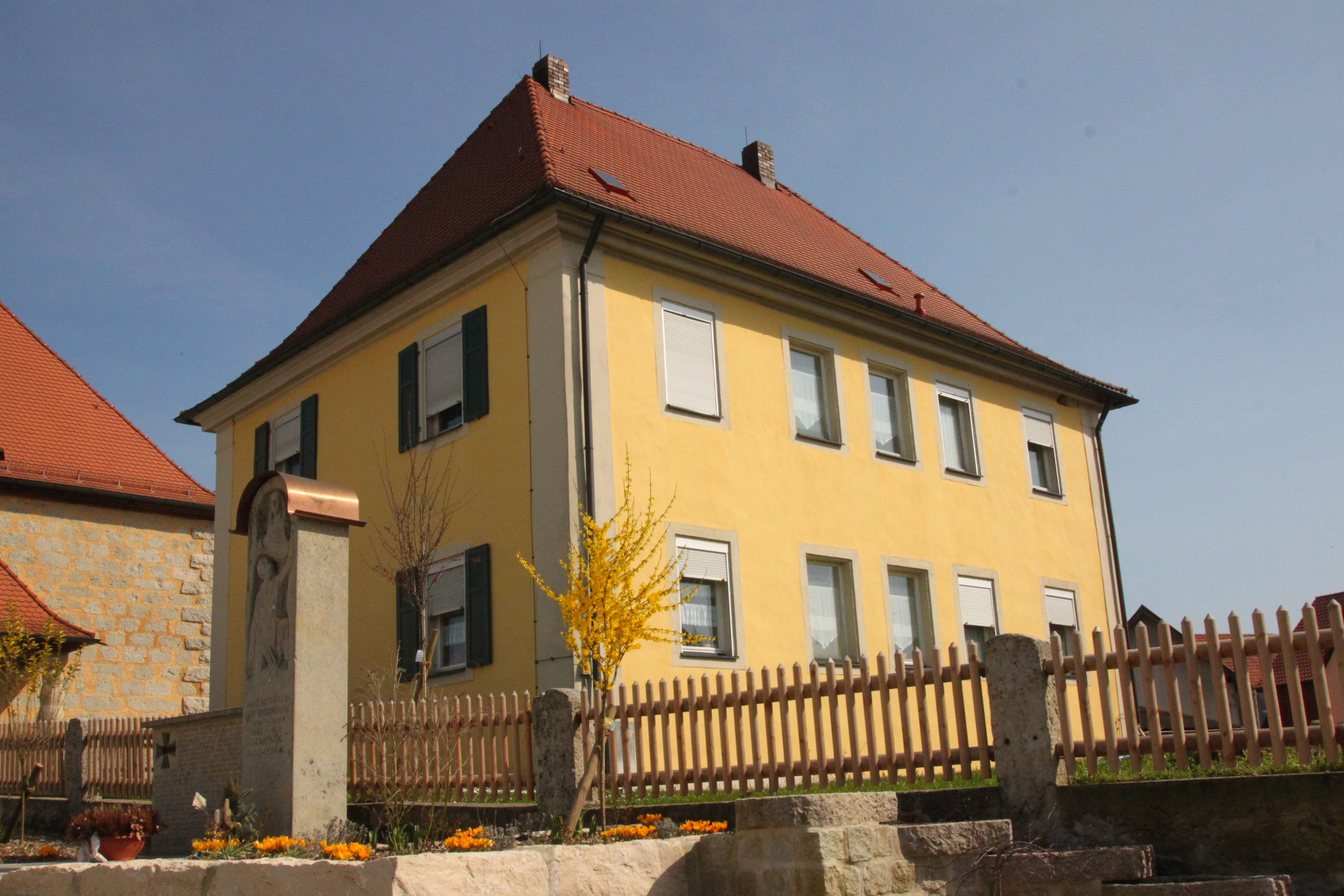
Das Pfarrhaus von Hochstahl

Die katholische Pfarrkirche steht unter Denkmalschutz. Die Ausstattung des Saalbaus stammt aus dem 18. und 19. Jahrhundert. Das benachbarte Pfarrhaus, ein zweigeschossiger Walmdachbau aus dem 18. Jahrhundert, steht ebenfalls unter Denkmalschutz.

## Verkehr
Die Staatsstraße 2188 bindet Hochstahl an das öffentliche Straßennetz an, sie durchläuft den Ort von Aufseß von Westen her in östliche Richtung nach Plankenfels.